# Jesper Kärrbrink
Jesper Kärrbrink, född 1964, är en svensk bandymålvakt och företagsledare.
Han tillträdde som VD för Östersundsposten 1993 och var 2000 inblandad i grundandet av Lessmore. Han arbetade sedan en tid för Bonnierkoncernen och blev VD för Svenska Spel 2004. Kärrbrink avgick från posten i april 2008 när den dåvarande finansministern Anders Borg meddelat att Svenska Spel inte längre skulle expandera. Svenska Spels utveckling och konflikten kring denna blev 2012 föremål för en bok vid namn Spela lagom!, skriven av Anton Gustavsson och Adam Svanell.
Kärrbrink tillträdde sedan som VD och koncernchef på Eniro, gick därefter till Euroflorist 2011 och blev 2015 arbetande vice styrelseordförande. Mellan 2016 och 2019 var Kärrbrink VD för det Maltabaserade spelbolaget Mr Green Ltd, fram till att det köptes av William Hill. Efter tre år på Malta flyttade Kärrbrink tillbaka till Sverige och blev ordförande i Pariplay. Från december 2024 är Kärrbrink VD i Immense Group AB.
Kärrbrink har även medförfattat managementboken "Den Digitala Mutationen" och kriminalromanerna Dödlig Exit och Elisabeth Gripe, Ängel och Demon tillsammans med Håkan Ramsin. Dödlig Exit blev 2006 film under titeln Exit med bland andra Mads Mikkelsen och Samuel Fröler i rollistan.

## Utgivna böcker
- Den digitala mutationen: en organism som inte utvecklas i takt med sin omgivning dör, 1998 (tillsammans med Håkan Ramsin och Bosse Svensson)
- Dödlig exit: en kriminalroman, 2002 (tillsammans med Håkan Ramsin)
- Ängel och demon, 2009 (tillsammans med Håkan Ramsin)